# Liste der Postleitregionen in Deutschland

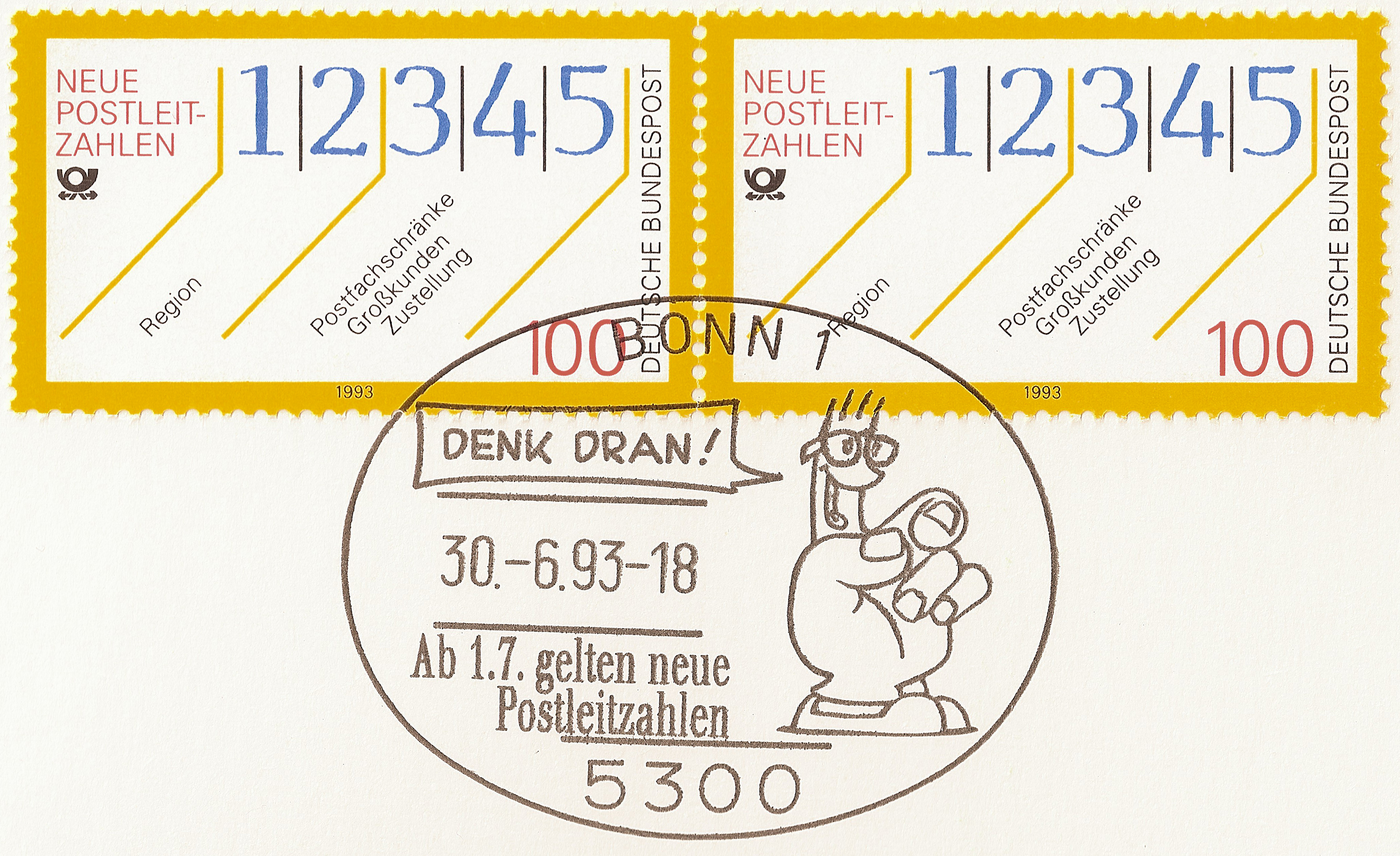
Werbestempel vom 30. Juni 1993: »Denk dran! – Ab 1.7. gelten neue Postleitzahlen«

Die Liste der Postleitregionen in Deutschland gibt einen Überblick über die seit 1941 genutzten Postleitregionen. Der geschichtliche und systematische Aufbau der Postleitsysteme in Deutschland befindet sich im Artikel Postleitzahl (Deutschland).
Die Deutsche Reichspost führte ab 1941 ein zweistelliges System ein. Dieses wurde von den alliierten Besatzungsmächten weitergeführt und erst in den 1960er Jahren durch zwei jeweils vierstellige Postleitzahlensysteme der Deutschen Bundespost und der Deutschen Post der DDR abgelöst. Am 1. Juli 1993 wurde das aktuelle fünfstellige Postleitzahlsystem eingeführt.
Die erste Ziffer der fünfstelligen Postleitzahl bezeichnet die Zone (und damit den Verkehrsflughafen, ab dem die Post ausgeliefert wird), die zweite Ziffer die Region (die ersten beiden Ziffern heißen daher oft Postleitregion oder Leitregion; meist im Gegenuhrzeigersinn vom Zentralort aus fortlaufend – beginnend im Süden). In den Postleitregionen sind die Postleitgebiete zusammengefasst, die dieselben beiden Anfangsziffern haben. Meist betreibt die Post in den Leitregionen eines der 82 Briefzentren, 10 dieser Zentren sind für jeweils 2 Leitregionen zuständig.

## Liste

### Zweistelliges System 1941 bis 1945

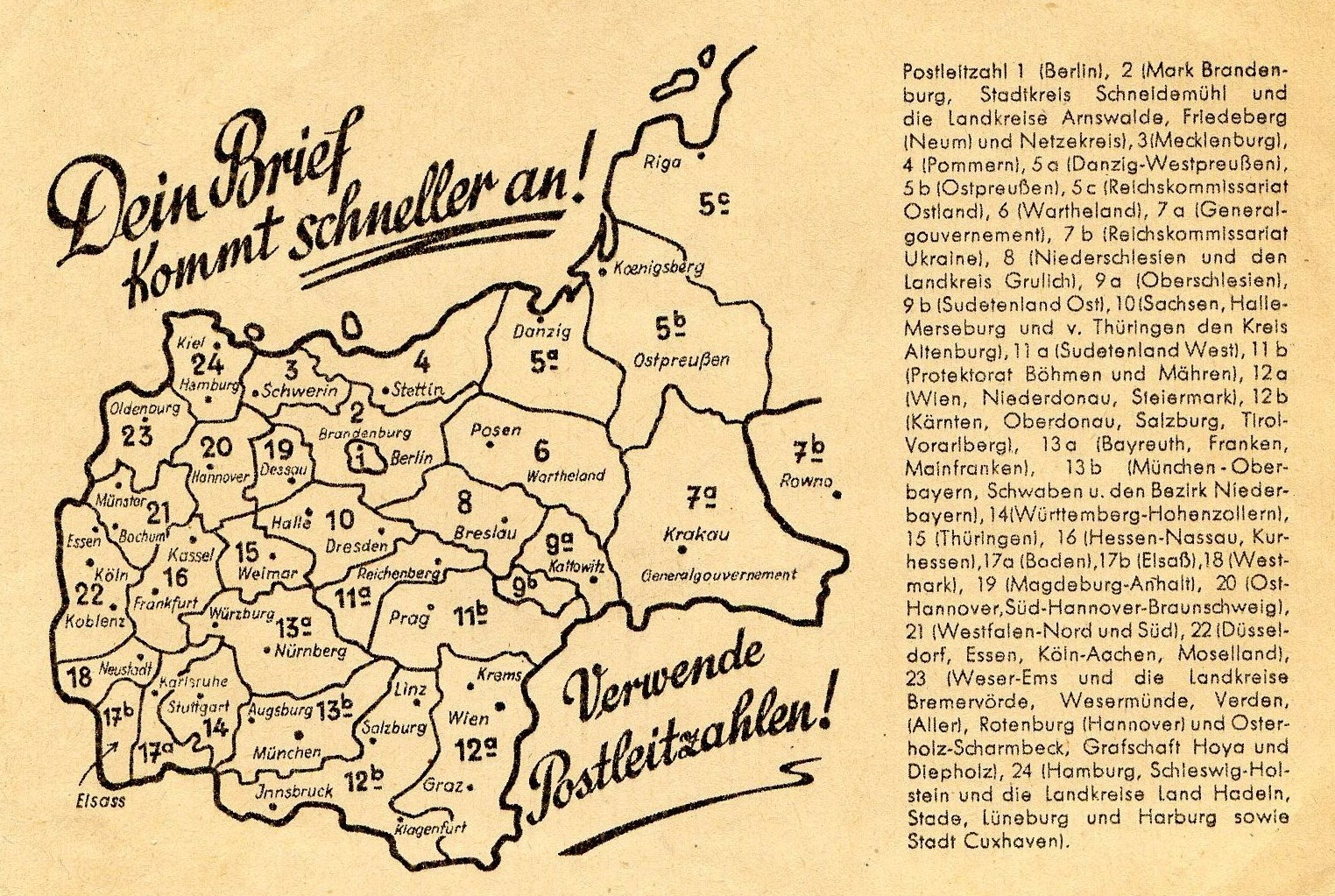
Werbung auf der Rückseite der Feldpost-Faltbriefe ab 1943

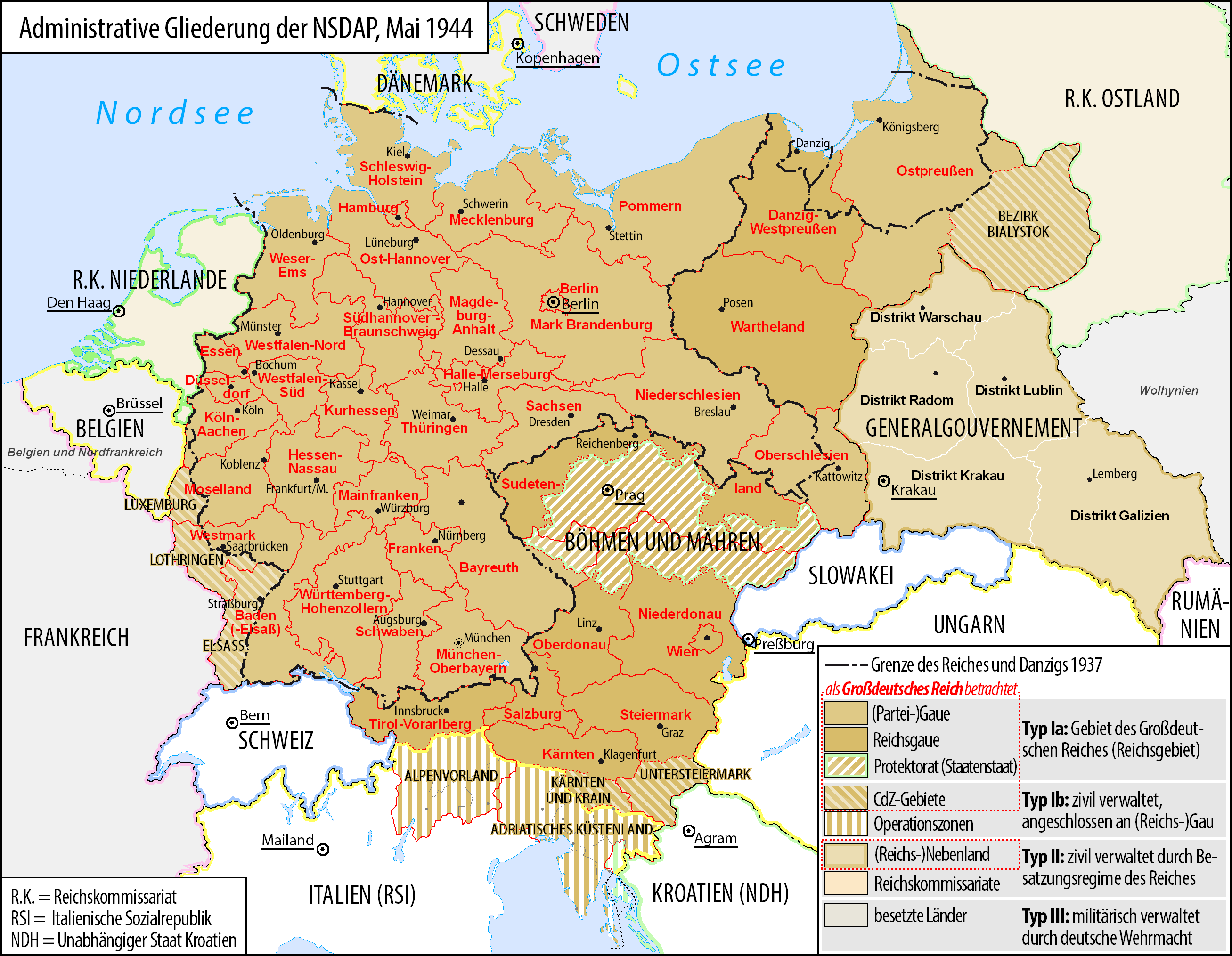
Parteigaue, Reichsgaue und Generalgouvernement 1944

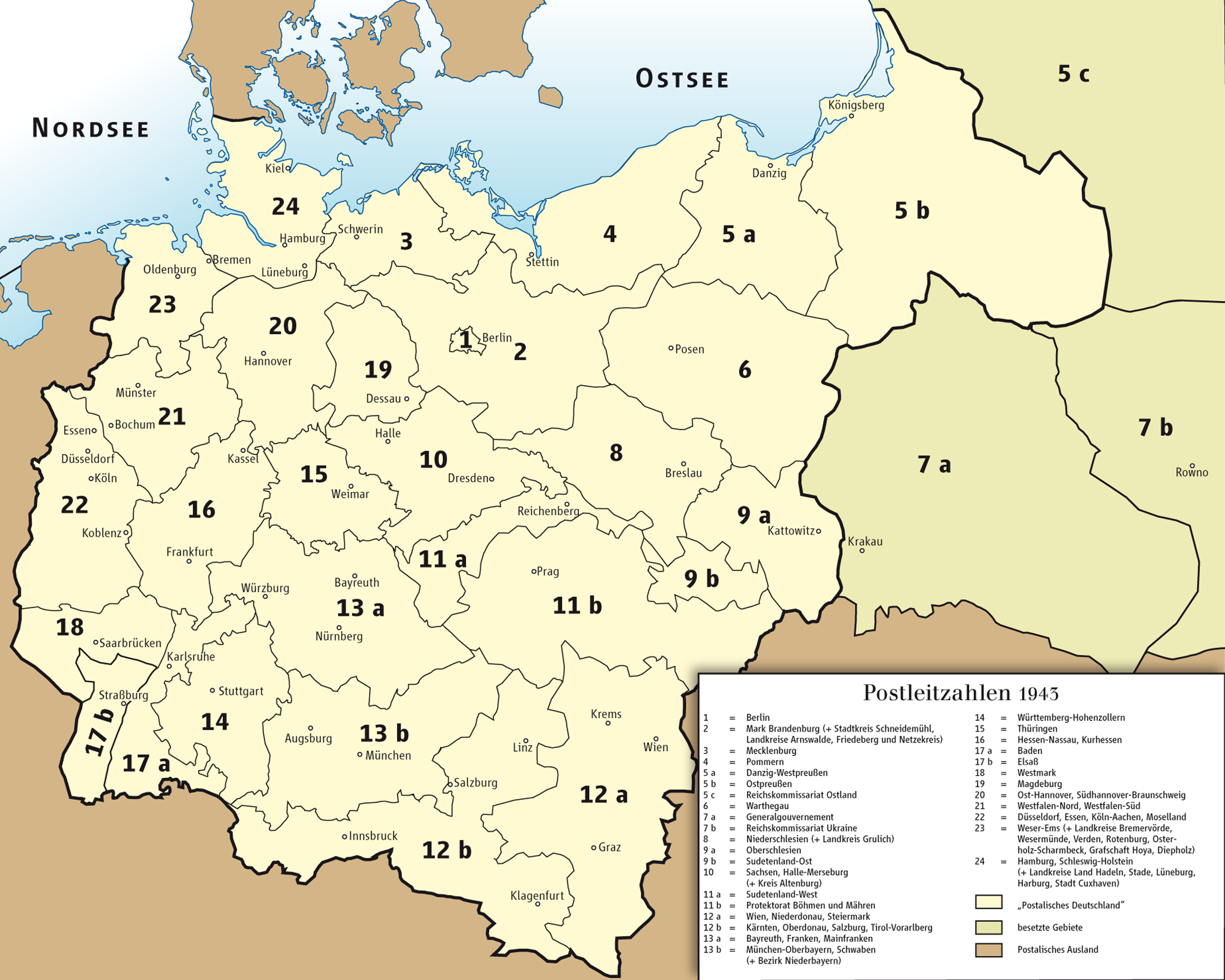
Postleitgebietskarte um 1943

Während die Postleitgebiete ab 1941 zunächst nur für Päckchen und Pakete galten, wurden sie 1944 für den normalen Postversand von Briefen und Postkarten verbindlich. Die nachfolgende Tabelle enthält daher den Stand von 1944. Bei der Vergabe der Postleitzahl orientierte man sich meist an den vorhandenen Gaugrenzen der NSDAP, auch in den besetzten Gebieten. Die in der nachfolgenden Tabelle genannten Gebiete und Städte entstammen dem nebenstehend abgebildeten Feldpost-Faltbrief.
| Nummer des Leitgebiets | Postleitgebiet                          | umfasste hauptsächlich die NSDAP-Gaue |
| ---------------------- | --------------------------------------- | --- |
| 1                      | Berlin Innenstadt und Berlin Außenstadt | Gau Berlin |
| 2                      | Provinz Brandenburg                     | Gau Mark Brandenburg und Gau Pommern, den Stadtkreis Schneidemühl und die Landkreise Arnswalde, Friedeberg (Neumark) und Netzekreis                                                                                                 |
| 3                      | Mecklenburg                             | Gau Mecklenburg |
| 4                      | Pommern                                 | Gau Pommern (ohne die zu 2 gehörenden Ausnahmen) |
| 5a                     | Westpreußen                             | Gau Danzig-Westpreußen |
| 5b                     | Ostpreußen                              | Gau Ostpreußen |
| 5c                     | Ostland                                 | Reichskommissariat Ostland |
| 6                      | Wartheland                              | Gau Wartheland |
| 7a                     | Generalgouvernement                     | Generalgouvernement |
| 7b                     | Ukraine                                 | Reichskommissariat Ukraine |
| 8                      | Niederschlesien                         | Gau Niederschlesien |
| 9a                     | Oberschlesien                           | Gau Oberschlesien |
| 9b                     | Ostsudetenland                          | Gau Sudetenland Ost |
| 10                     | Sachsen                                 | Gau Sachsen, Gau Halle-Merseburg und vom Gau Thüringen den Landkreis Altenburg |
| 11a                    | Westsudetenland                         | Gau Sudetenland West |
| 11b                    | Protektorat Böhmen und Mähren           | Protektorat Böhmen und Mähren |
| 12a                    | Alpen- und Donau-Reichsgau Ost          | Gau Wien, Gau Niederdonau, Gau Steiermark |
| 12b                    | Alpen- und Donau-Reichsgau West         | Gau Kärnten, Gau Oberdonau, Gau Salzburg, Gau Tirol-Vorarlberg |
| 13a                    | Nordbayern                              | Gau Bayreuth, Gau Franken, Gau Mainfranken |
| 13b                    | Südbayern                               | Gau München-Oberbayern, Gau Schwaben und vom Gau Bayreuth den Bezirk Niederbayern ohne den Stadtkreis Straubing und die Landkreise Kötzting, Bogen, Straubing und Kelheim                                                           |
| 14                     | Württemberg                             | Gau Württemberg-Hohenzollern |
| 15                     | Thüringen                               | Gau Thüringen |
| 16                     | Hessen                                  | Gau Hessen-Nassau, Gau Kurhessen |
| 17a                    | Baden                                   | Gau Baden |
| 17b                    | Elsass                                  | Teil von Gau Baden: Elsass |
| 18                     | Westmark                                | Gau Westmark |
| 19                     | Gebiet Magdeburg, Anhalt                | Gau Magdeburg-Anhalt |
| 20                     | Provinz Hannover, Braunschweig          | Gau Ost-Hannover, Gau Süd-Hannover-Braunschweig |
| 21                     | Westfalen                               | Gau Westfalen-Nord, Gau Westfalen-Süd |
| 22                     | Rheinland, Luxemburg                    | Gau Düsseldorf, Gau Essen, Gau Köln-Aachen, Gau Moselland |
| 23                     | Gebiet Bremen, Oldenburg                | Gau Weser-Ems und vom Gau Ost-Hannover die Landkreise Bremervörde, Wesermünde, Verden (Aller), Rotenburg (Hannover) und Osterholz-Scharmbeck sowie vom Gau Süd-Hannover-Braunschweig die Landkreise Grafschaften Hoya und Diepholz. |
| 24                     | Gebiet Hamburg, Schleswig-Holstein      | Gau Hamburg, Gau Schleswig-Holstein und vom Gau Ost-Hannover die Landkreise Land Hadeln, Stade, Lüneburg, Harburg sowie Stadt Cuxhaven                                                                                              |

### Weiternutzung des zweistelligen Systems von 1945 bis 1961/1965

#### Alliierte Besatzungszonen

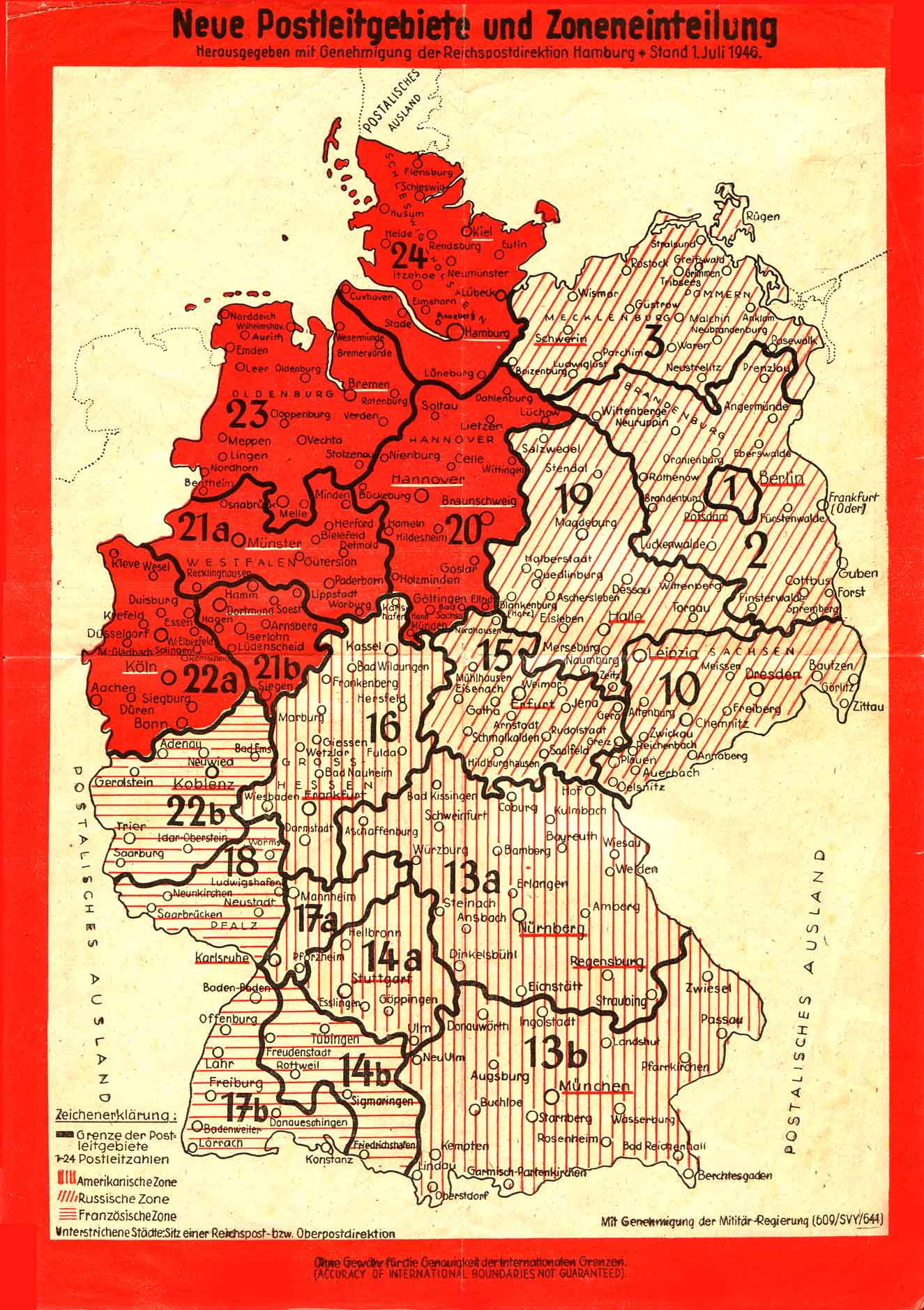
„Postleitgebiets- und Zonen-Karte“ vom 1. Juli 1946. Die Britische Besatzungszone ist rot hervorgehoben.

Nach dem Zweiten Weltkrieg nutzen die Alliierten Besatzungsmächte die vorhandenen Postleitgebiete weiter. Es mussten jedoch leichte Anpassungen an die jeweiligen Besatzungszonen gemacht werden. Die Postleitgebiete 4 bis 9 sowie 11 und 12 entfielen. In den Leitgebieten 14b, 17b und 18 gab es keine Reichspost- bzw. Oberpostdirektion, daher stehen die Orte nur exemplarisch für die größeren Städte der jeweiligen Region in Klammern und sind zusätzlich kursiv gehalten.
| Nummer des Leitgebiets | Postleitgebiet                                                | Sitz einer Reichspost- bzw. Oberpostdirektion                                                            | Besatzungszone               |
| ---------------------- | ------------------------------------------------------------- | --- | ---------------------------- |
| 1                      | Berlin                                                        | Berlin                                                                                                   | Viermächtestatus             |
| 2                      | Brandenburg                                                   | Potsdam                                                                                                  | Sowjetische Besatzungszone   |
| 3                      | Mecklenburg-Vorpommern                                        | Schwerin                                                                                                 | Sowjetische Besatzungszone   |
| 10                     | Sachsen                                                       | Dresden und Leipzig                                                                                      | Sowjetische Besatzungszone   |
| 13a                    | Nordbayern (Franken, Oberpfalz, Straubing)                    | Nürnberg, Regensburg                                                                                     | Amerikanische Besatzungszone |
| 13b                    | Südbayern (Oberbayern, Niederbayern ohne Straubing, Schwaben) | München                                                                                                  | Amerikanische Besatzungszone |
| 14a                    | Nordwürttemberg                                               | Stuttgart                                                                                                | Amerikanische Besatzungszone |
| 14b                    | Südwürttemberg und Hohenzollern                               | keine (Tübingen, Freudenstadt, Rottweil, Sigmaringen, Friedrichshafen)                                   | Französische Besatzungszone  |
| 15                     | Thüringen                                                     | Erfurt                                                                                                   | Sowjetische Besatzungszone   |
| 16                     | Großhessen                                                    | Frankfurt am Main                                                                                        | Amerikanische Besatzungszone |
| 17a                    | Nordbaden                                                     | Karlsruhe                                                                                                | Amerikanische Besatzungszone |
| 17b                    | Südbaden                                                      | keine (Baden-Baden, Offenburg, Lahr, Freiburg im Breisgau, Lörrach)                                      | Französische Besatzungszone  |
| 18                     | Rheinhessen-Pfalz, Saarland                                   | keine (Mainz, Worms, Ludwigshafen am Rhein, Neustadt an der Haardt/Weinstraße, Neunkirchen, Saarbrücken) | Französische Besatzungszone  |
| 19                     | Sachsen-Anhalt                                                | Halle (Saale)                                                                                            | Sowjetische Besatzungszone   |
| 20                     | Hannover                                                      | Braunschweig und Hannover                                                                                | Britische Besatzungszone     |
| 21a                    | Nordwestfalen                                                 | Münster                                                                                                  | Britische Besatzungszone     |
| 21b                    | Südwestfalen                                                  | Dortmund                                                                                                 | Britische Besatzungszone     |
| 22a                    | Nordrhein                                                     | Köln | Britische Besatzungszone     |
| 22b                    | Hunsrück, Eifel, Taunus, Westerwald                           | Koblenz                                                                                                  | Französische Besatzungszone  |
| 23                     | Oldenburg                                                     | Bremen                                                                                                   | Britische Besatzungszone     |
| 24                     | Schleswig-Holstein                                            | Hamburg und Kiel                                                                                         | Britische Besatzungszone     |

#### Änderungen nach Gründung der beiden deutschen Staaten 1949
Nach der Gründung der beiden deutschen Staaten 1949 wurden die zweistelligen Postleitgebiete mit leichten Veränderungen weitergenutzt. Nachfolgend werden nur die Änderungen kurz aufgeführt.
- 03a wurde in 03a und 03b aufgeteilt.
- 10a wurde in 10a und 10b aufgeteilt.
- 15a wurde in 15a und 15b aufgeteilt.
- 18a wurde komplett durch die 22b abgelöst.
- 19a wurde in 19a und 19b aufgeteilt.
- 20a wurde in 20a und 20b aufgeteilt.
- 22a wurde in 22a und 22c aufgeteilt.
- 24a wurde in 24a und 24b aufgeteilt.

Diese Postleitgebiete hatten bis zu den beiden vierstelligen Systemen, welche in den 1960ern eingeführt wurden, Gültigkeit.

### Vierstellige Systeme West und Ost von 1961/1965 bis 1993

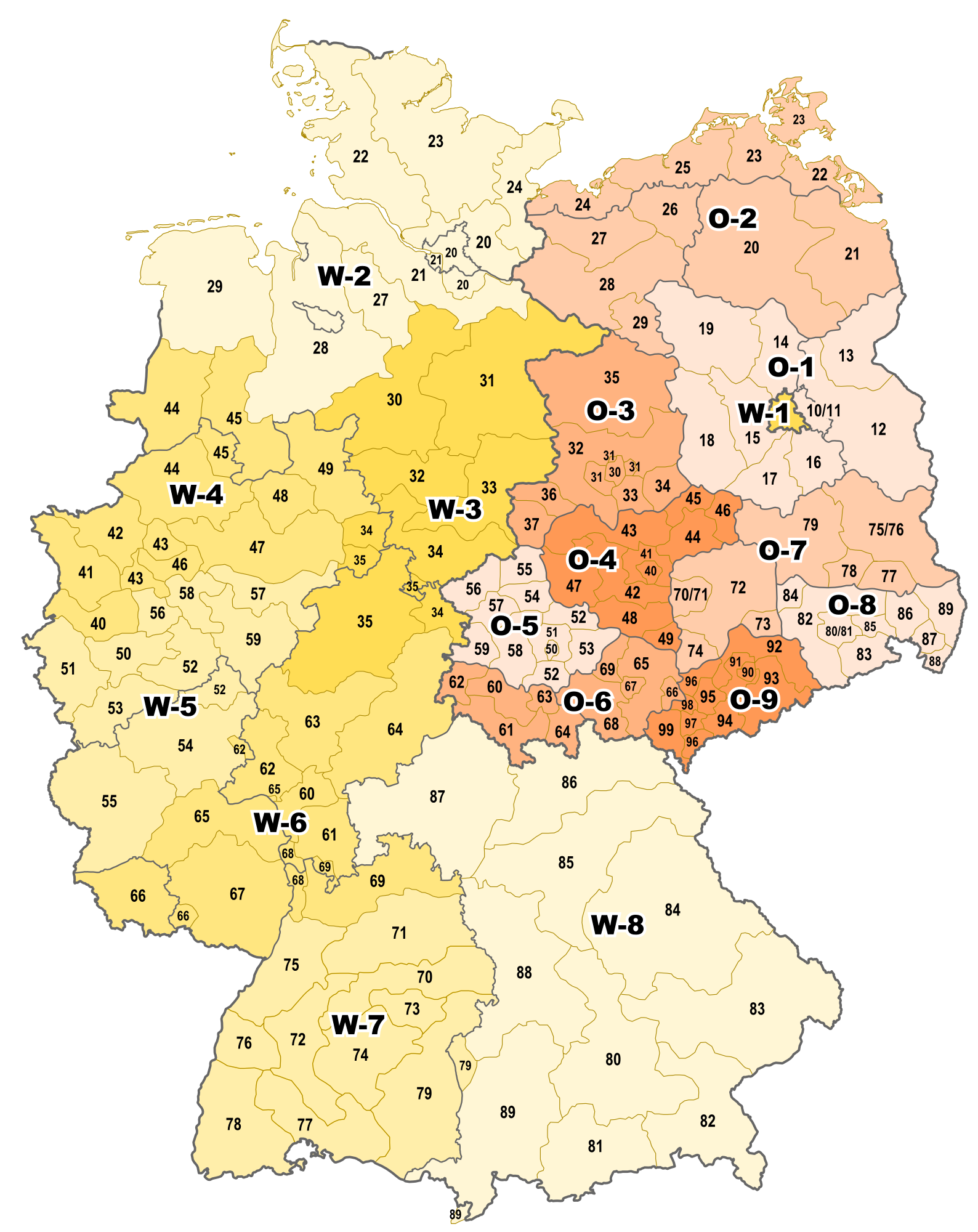
Die beiden vierstelligen Postleitgebiete bis 30. Juni 1993

Die nachfolgende Tabelle zeigt eine Gegenüberstellung der beiden vierstelligen Postleitzahlensysteme der Deutschen Bundespost und der Deutschen Post der DDR, die in der ersten Hälfte der 1960er Jahre eingeführt wurden. Von der deutschen Wiedervereinigung 1990 bis zur Einführung eines einheitlichen Postleitzahlensystems 1993 wurden die früheren Gebiete der beiden Postverwaltungen als Verkehrsgebiet West beziehungsweise Verkehrsgebiet Ost bezeichnet. Die Tabelle enthält für jede Hunderternummer die Orte mit der entsprechenden Postleitzahl in den beiden Gebieten. Bis zur Einführung der elektronischen Datenverarbeitung in den 1970er Jahren wurden dabei die Nullen am Ende jeder Zahl nicht geschrieben, beispielsweise hatten Kiel oder Stralsund die Postleitzahl 23 statt später 2300.
| Postleitzahl | Deutsche Bundespost sowie Verkehrsgebiet West 1961–1993 | Deutsche Post der DDR 1964–2. Oktober 1990 danach Verkehrsgebiet Ost bis 1993 |
| ------------ | ------------------------------------------------------- | ----------------------------------------------------------------------------- |
| 1000         | Berlin (gemeint war damit West-Berlin)                  | Berlin (gemeint war Ost-Berlin), Innenstadt                                   |
| 1100         | –                                                       | Berlin (gemeint war Ost-Berlin), Außenbezirke                                 |
| 1200         | –                                                       | Frankfurt (Oder)                                                              |
| 1300         | –                                                       | Eberswalde-Finow                                                              |
| 1400         | –                                                       | Oranienburg                                                                   |
| 1500         | –                                                       | Potsdam                                                                       |
| 1600         | –                                                       | Königs Wusterhausen                                                           |
| 1700         | –                                                       | Jüterbog                                                                      |
| 1800         | –                                                       | Brandenburg                                                                   |
| 1900         | –                                                       | Neustadt (Dosse)                                                              |
| 2000         | Hamburg                                                 | Neubrandenburg                                                                |
| 2100         | Hamburg 90                                              | Pasewalk                                                                      |
| 2200         | Elmshorn                                                | Greifswald                                                                    |
| 2300         | Kiel                                                    | Stralsund                                                                     |
| 2400         | Lübeck                                                  | Wismar                                                                        |
| 2500         | [ -- 1 ]                                                | Rostock                                                                       |
| 2600         | [ -- 1 ]                                                | Güstrow                                                                       |
| 2700         | [ -- 2 ]                                                | Schwerin                                                                      |
| 2800         | Bremen                                                  | Ludwigslust                                                                   |
| 2900         | Oldenburg                                               | Wittenberge                                                                   |
| 3000         | Hannover                                                | Magdeburg                                                                     |
| 3100         | Celle                                                   | Magdeburg Land                                                                |
| 3200         | Hildesheim                                              | [ -- 3 ]                                                                      |
| 3300         | Braunschweig                                            | Schönebeck                                                                    |
| 3400         | Göttingen                                               | Zerbst                                                                        |
| 3500         | Kassel                                                  | Stendal                                                                       |
| 3600         | [ -- 1 ]                                                | Halberstadt                                                                   |
| 3700         | [ -- 1 ]                                                | Wernigerode                                                                   |
| 3800         | [ -- 1 ]                                                | [ -- 3 ]                                                                      |
| 3900         | [ -- 1 ]                                                | [ -- 3 ]                                                                      |
| 4000         | Düsseldorf                                              | Halle (Saale) Ort                                                             |
| 4100         | Duisburg                                                | Halle Land                                                                    |
| 4200         | Oberhausen                                              | Merseburg                                                                     |
| 4300         | Essen                                                   | Quedlinburg                                                                   |
| 4400         | Münster                                                 | Bitterfeld                                                                    |
| 4500         | Osnabrück                                               | Dessau                                                                        |
| 4600         | Dortmund                                                | Wittenberg                                                                    |
| 4700         | Hamm                                                    | Sangerhausen                                                                  |
| 4800         | Bielefeld                                               | Naumburg                                                                      |
| 4900         | Herford                                                 | Zeitz                                                                         |
| 5000         | Köln                                                    | Erfurt Ort                                                                    |
| 5100         | Aachen                                                  | Erfurt Land                                                                   |
| 5200         | Siegburg                                                | [ -- 3 ]                                                                      |
| 5300         | Bonn                                                    | Weimar                                                                        |
| 5400         | Koblenz                                                 | Sondershausen                                                                 |
| 5500         | Trier                                                   | Nordhausen                                                                    |
| 5600         | Wuppertal                                               | Leinefelde                                                                    |
| 5700         | [ -- 2 ]                                                | Mühlhausen                                                                    |
| 5800         | Hagen                                                   | Gotha                                                                         |
| 5900         | Siegen                                                  | Eisenach                                                                      |
| 6000         | Frankfurt am Main                                       | Suhl                                                                          |
| 6100         | Darmstadt                                               | Meiningen                                                                     |
| 6200         | Wiesbaden                                               | Bad Salzungen                                                                 |
| 6300         | Gießen                                                  | Ilmenau                                                                       |
| 6400         | Fulda                                                   | Sonneberg                                                                     |
| 6500         | Mainz                                                   | Gera                                                                          |
| 6600         | Saarbrücken                                             | Greiz                                                                         |
| 6700         | Ludwigshafen am Rhein                                   | [ -- 3 ]                                                                      |
| 6800         | Mannheim                                                | Saalfeld                                                                      |
| 6900         | Heidelberg                                              | Jena                                                                          |
| 7000         | Stuttgart                                               | Leipzig Ort                                                                   |
| 7100         | Heilbronn                                               | Leipzig Land                                                                  |
| 7200         | Tuttlingen                                              | Borna                                                                         |
| 7300         | Esslingen am Neckar                                     | Döbeln                                                                        |
| 7400         | Tübingen                                                | Altenburg                                                                     |
| 7500         | Karlsruhe                                               | Cottbus                                                                       |
| 7600         | Offenburg                                               | [ -- 3 ]                                                                      |
| 7700         | Singen                                                  | Hoyerswerda                                                                   |
| 7800         | Freiburg im Breisgau                                    | Ruhland                                                                       |
| 7900         | Ulm                                                     | Falkenberg                                                                    |
| 8000         | München                                                 | Dresden Ort                                                                   |
| 8100         | Garmisch-Partenkirchen                                  | Dresden-Land                                                                  |
| 8200         | Rosenheim                                               | [ -- 3 ]                                                                      |
| 8250         | –                                                       | Meißen                                                                        |
| 8270         | –                                                       | Coswig                                                                        |
| 8300         | Landshut                                                | Pirna                                                                         |
| 8400         | Regensburg                                              | Riesa                                                                         |
| 8500         | Nürnberg                                                | Bischofswerda                                                                 |
| 8600         | Bamberg                                                 | Bautzen                                                                       |
| 8700         | Würzburg                                                | Löbau                                                                         |
| 8800         | Ansbach                                                 | Zittau                                                                        |
| 8900         | Augsburg                                                | Görlitz                                                                       |
| 9000         | –                                                       | Karl-Marx-Stadt Ort                                                           |
| 9100         | –                                                       | Karl-Marx-Stadt Land                                                          |
| 9200         | –                                                       | Freiberg                                                                      |
| 9300         | –                                                       | Annaberg-Buchholz                                                             |
| 9400         | –                                                       | Aue                                                                           |
| 9500         | –                                                       | Zwickau                                                                       |
| 9600         | –                                                       | [ -- 3 ]                                                                      |
| 9700         | –                                                       | Auerbach                                                                      |
| 9800         | –                                                       | Reichenbach                                                                   |
| 9900         | –                                                       | Plauen                                                                        |

Anmerkungen zur obigen Tabelle:
– Postleitbereich wurde nicht vergeben, bzw. freigelassen
1. 1 2 3 4 5 6  Die Postleitzahlen, die mit diesen Ziffern begannen, wurden bei Einführung 1961 für die DDR reserviert, ebenso die Zahlen 9xxx. Die 0xxx war nicht vorgesehen.
2. 1 2  Die Postleitzahlenbereiche 2700 und 5700 gab es nicht, wohl aber Postleitzahlen in den beiden Leitbereichen, die mit diesen begannen. 2700 bis 2719 wurden nicht vergeben. Erst die Nummern ab 2720 für Rotenburg (Wümme), 2730 Zeven und 2740 Bremervörde wurden vergeben, nicht aber bereits bei der Einführung der Postleitzahlen. In der Region 57 (nordöstliches Sauerland) wurden mit der Einführung der Postleitzahlen die Nummern 575x Menden, 576x Arnsberg, 577x Meschede, 578x Bestwig und 579x Brilon vergeben.
3. 1 2 3 4 5 6 7 8  Die in der Tabelle fehlenden Doppel-Null-Bereiche (3200, 3800, 3900, 5200, 6700, 7600, 8200 und 9600) wurden nicht vergeben, teilweise gab es aber Leitpostämter in diesen Bereichen (ähnlich wie im westdeutschen Postleitzahlenbereich 5700).

Verkehrsgebiet West:
- Verschiedene Änderungen ergaben sich durch die kommunalen Neuordnungen, aber auch aus anderen Gründen. So änderten sich z. B. 314 Lüneburg (im Bereich 31 Celle) zu 2120 Lüneburg (im Bereich 21 Hamburg 90) und 515 Bergheim (im Bereich 51 Aachen) zu 5010 Bergheim (im Bereich 50 Köln).
- Die Postleitzahl 6700 wurde neben Ludwigshafen am Rhein auch von der Feldpost der Bundeswehr benutzt, ohne dass es irgendwelche Zusammenhänge zu Ludwigshafen gegeben hätte. Die Feldpostleitstelle war zu diesem Zeitpunkt in 6100 Darmstadt.

Bei den folgenden Städten in der Bundesrepublik durfte eine Abkürzung für den Namen der Stadt benutzt werden. Diese hier aufgeführten Abkürzungen waren nur zulässig, wenn ein Stadtteilname (im Verzeichnis heißt es fälschlicherweise Vorortsname) hinzugefügt wurde. Diese Kennbuchstaben sind mit denen der Kraftfahrzeugkennzeichen der genannten Städte identisch.
| Stadt                  | Abk. | PLZ  | Beispiel: Abk.-Ortsteil |
| ---------------------- | ---- | ---- | ----------------------- |
| Aachen                 | AC   | 51   | AC-Bildchen             |
| Berlin                 | B    | 1    | B-Charlottenburg 1      |
| Bochum                 | BO   | 463  | BO-Dahlhausen           |
| Bremen                 | HB   | 28   | HB-Arsten               |
| Darmstadt              | DA   | 61   | DA-Arheilgen            |
| Dortmund               | DO   | 46   | DO-Wellinghofen         |
| Duisburg               | DU   | 41   | DU-Beeck                |
| Düsseldorf             | D    | 4    | D-Benrath               |
| Essen                  | E    | 43   | E-Bergeborbeck          |
| Eßlingen (Neckar)      | ES   | 73   | ES-Liebersbronn         |
| Frankfurt (Main)       | F    | 6    | F-Eschersheim           |
| Freiburg (Breisgau)    | FR   | 78   | FR-Betzenhausen         |
| Hagen                  | HA   | 58   | HA-Bathey               |
| Hamburg                | HH   | 2    | HH-Altona               |
| Hannover               | H    | 3    | H-Buchholz              |
| Heidelberg             | HD   | 69   | HD-Kirchheim            |
| Karlsruhe              | KA   | 75   | KA-Durlach              |
| Kassel                 | KS   | 35   | KS-Bettenhausen         |
| Köln                   | K    | 5    | K-Bickendorf            |
| Ludwigshafen am Rhein  | LU   | 67   | LU-Edigheim             |
| Lübeck                 | HL   | 2401 | HL-Blankensee           |
| Mannheim               | MA   | 68   | MA-Almenhof             |
| München                | M    | 8    | M-Allach                |
| Nürnberg               | N    | 85   | N-Eibach                |
| Oberhausen (Rheinland) | OB   | 42   | OB-Holten               |
| Regensburg             | R    | 84   | R-Keilberg              |
| Remscheid              | RS   | 563  | RS-Hasten               |
| Salzgitter             | SZ   | 3321 | SZ-Barum                |
| Solingen               | SG   | 565  | SG-Aufderhöhe           |
| Stuttgart              | S    | 7    | S-Bad Cannstatt         |
| Wiesbaden              | WI   | 62   | WI-Bierstadt            |
| Wuppertal              | W    | 56   | W-Barmen                |

### Fünfstelliges System seit 1993

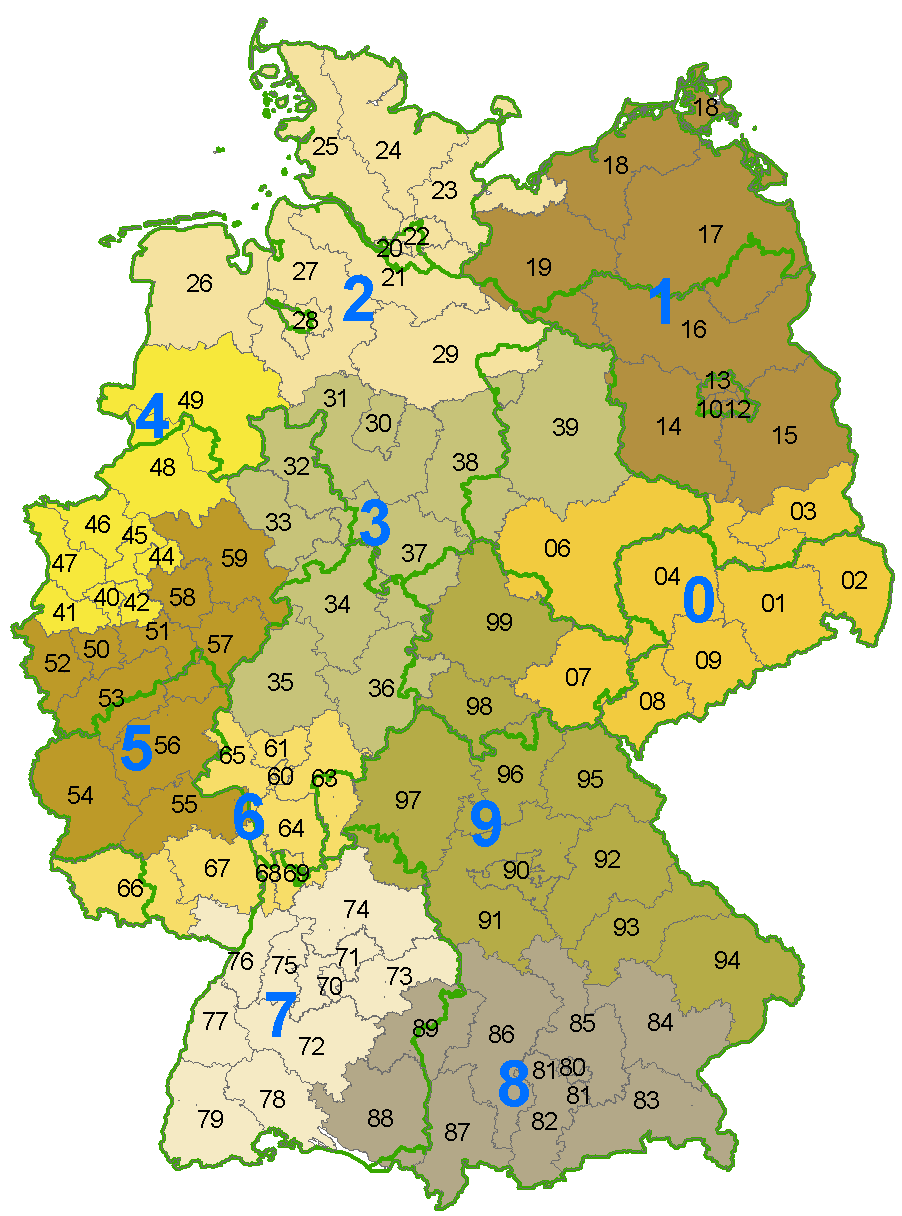
Darstellung der ersten zwei Ziffern der fünfstelligen Postleitzahl

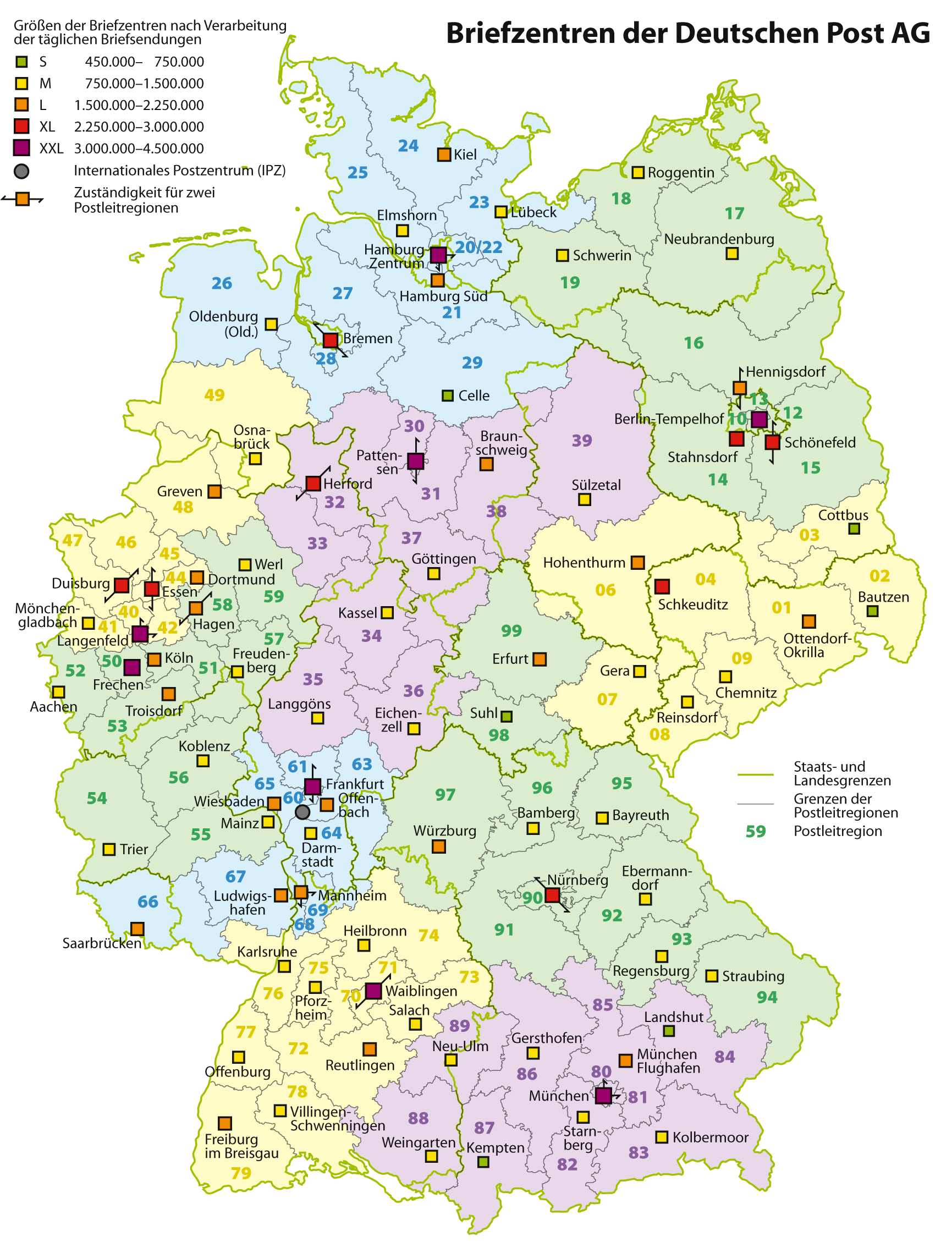
Die Briefzentren der Deutschen Post AG

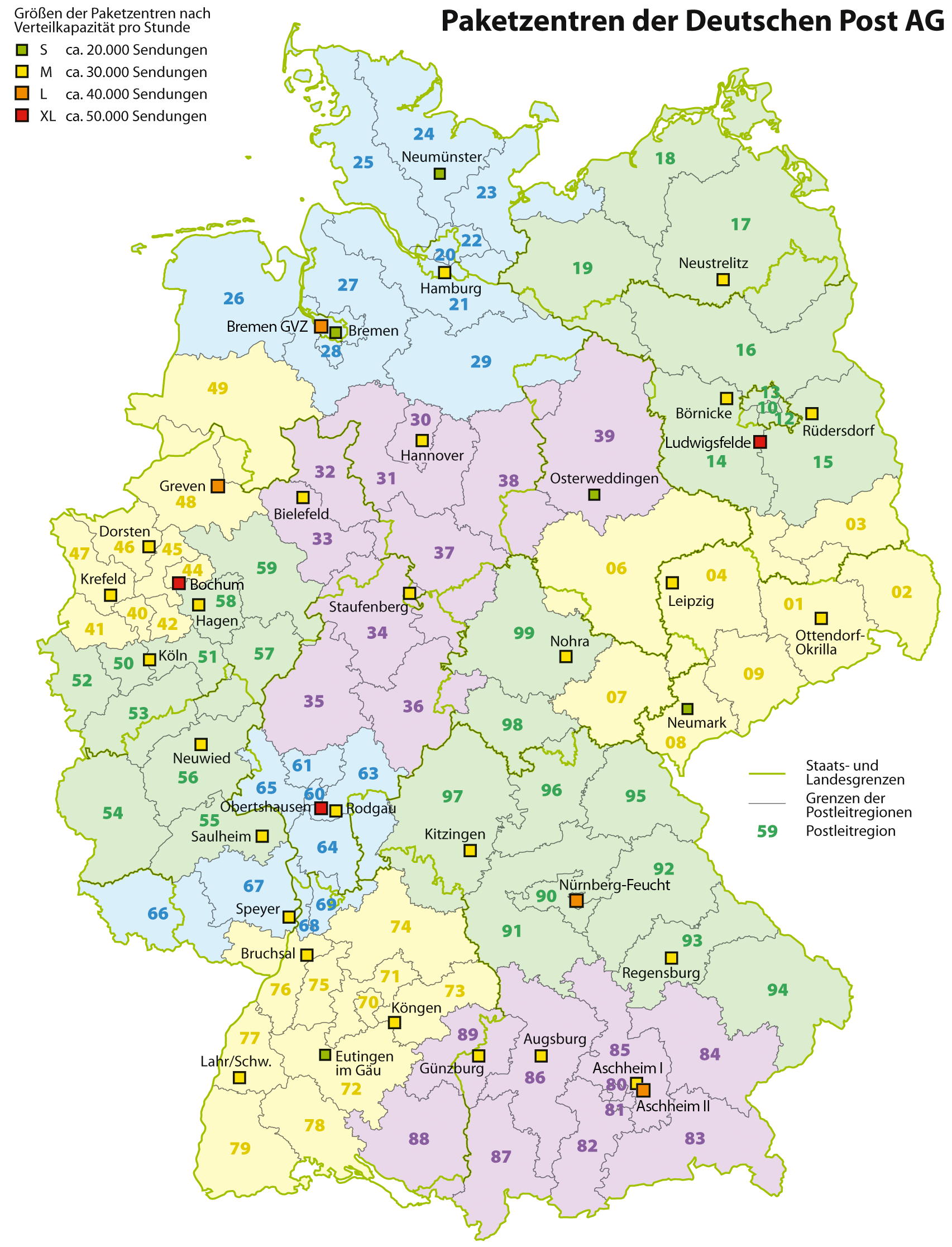
Die 38 Deutsche-Post-DHL-Paketzentren in Deutschland

Postleitzahlenkarte der Stadt Berlin.

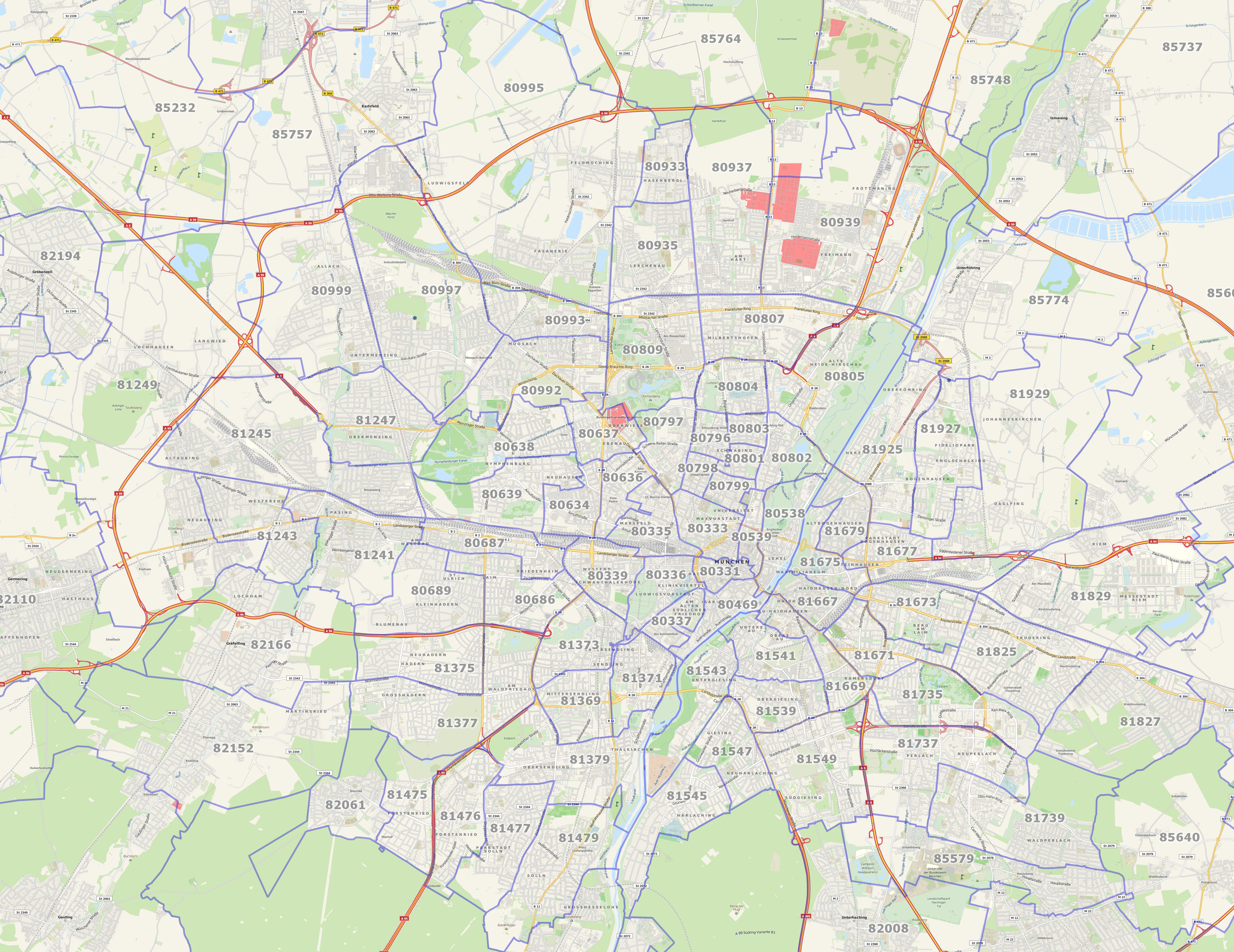
Postleitzahlenkarte der Stadt München.

Karte der Stadt Mönchengladbach mit Einteilung der Postleitzahlbezirke. Die Bezirke sind nicht immer deckungsgleich mit den Grenzen der Stadtbezirke und Stadtteile.

Die fünfstelligen Postleitzahlen wurden am 1. Juli 1993 eingeführt.
| Leitregion | Bereich |  |
| ---------- | --- |  |
| 00         | – (wird nicht vergeben) |  |
| 01         | Dresden, Riesa, Meißen, Bischofswerda |  |
| 02         | Görlitz, Bautzen, Hoyerswerda, Zittau |  |
| 03         | Cottbus, Finsterwalde, Forst (Lausitz), Guben, Spremberg |  |
| 04         | Leipzig, Altenburg, Eilenburg, Torgau, Grimma |  |
| 05         | – (Reserve) |  |
| 06         | Halle (Saale), Dessau-Roßlau, Quedlinburg, Zeitz |  |
| 07         | Gera, Jena, Saalfeld/Saale, Greiz |  |
| 08         | Plauen, Zwickau, Aue, Klingenthal |  |
| 09         | Chemnitz, Annaberg-Buchholz, Zschopau, Freiberg |  |
| 10         | Berlin Innenstadt |  |
| 11         | Bundesinstitutionen (seit dem Teil-Regierungsumzug 1998) in Berlin |  |
| 12         | Südliches und südöstliches Berlin, Flughafen Berlin Brandenburg |  |
| 13         | Nördliches Berlin |  |
| 14         | Potsdam und südwestliches Berlin, Rathenow, Luckenwalde, Brandenburg an der Havel |  |
| 15         | Frankfurt (Oder), Eisenhüttenstadt, Fürstenwalde/Spree, Königs Wusterhausen |  |
| 16         | Oranienburg, Eberswalde, Pritzwalk, Schwedt/Oder |  |
| 17         | Neubrandenburg, Greifswald, Neustrelitz, Usedom |  |
| 18         | Rostock, Stralsund, Güstrow, Bergen auf Rügen |  |
| 19         | Schwerin, Ludwigslust, Wittenberge, Parchim |  |
| 20         | Hamburg Mitte |  |
| 21         | Südliches und östliches Hamburg und Umland, Lüneburg, Buxtehude, Stade, Reinbek |  |
| 22         | Hamburg Nord/West, Norderstedt, Ahrensburg, Wedel |  |
| 23         | Lübeck, Bad Segeberg, Wismar, Mölln |  |
| 24         | Kiel, Flensburg, Schleswig, Neumünster |  |
| 25         | Westküste (Elmshorn, Itzehoe, Sylt) |  |
| 26         | Oldenburg, Wilhelmshaven, Emden, Aurich |  |
| 27         | Großraum Bremen Bremerhaven, Cuxhaven, Delmenhorst, Helgoland, Neuwerk |  |
| 28         | Bremen, Ottersberg, Schwanewede, Syke, Stuhr, Weyhe |  |
| 29         | Celle, Uelzen, Salzwedel, Soltau, Lüchow |  |
| 30         | Hannover, Garbsen, Langenhagen, Laatzen |  |
| 31         | Hannover Umland, Hameln, Hildesheim, Peine, Schaumburg |  |
| 32         | Herford, Minden, Detmold, Löhne |  |
| 33         | Bielefeld, Paderborn, Bad Driburg, Gütersloh |  |
| 34         | Kassel, Hannoversch Münden, Korbach, Warburg |  |
| 35         | Gießen, Wetzlar, Marburg, Dillenburg, Frankenberg |  |
| 36         | Fulda, Bad Hersfeld, Bad Salzungen, Alsfeld |  |
| 37         | Göttingen, Höxter, Eschwege, Osterode am Harz |  |
| 38         | Braunschweig, Salzgitter, Wolfsburg, Halberstadt, Gifhorn, Wernigerode |  |
| 39         | Magdeburg, Stendal, Oschersleben, Staßfurt |  |
| 40         | Düsseldorf, Hilden, Mettmann, Ratingen |  |
| 41         | Mönchengladbach, Neuss, Viersen, Erkelenz |  |
| 42         | Wuppertal, Velbert, Solingen, Remscheid, Hückeswagen, Radevormwald |  |
| 43         | – (Reserve) |  |
| 44         | Dortmund, Lünen, Herne, Bochum |  |
| 45         | Essen, Mülheim an der Ruhr, Recklinghausen, Gelsenkirchen |  |
| 46         | Oberhausen, Bottrop, Bocholt, Wesel |  |
| 47         | Duisburg, Krefeld, Moers, Kleve, Wesel |  |
| 48         | Münster, Rheine, Nordhorn, Coesfeld |  |
| 49         | Osnabrück, Melle, Ibbenbüren, Lingen (Ems), Meppen |  |
| 50         | Köln (linksrheinisch plus Deutz), Frechen, Brühl, Bergheim |  |
| 51         | Köln (rechtsrheinisch ohne Deutz), Leverkusen, Bergisch Gladbach, Gummersbach, vom Kreis Altenkirchen (Rheinland-Pfalz) die Gemeinde Friesenhagen                                    |  |
| 52         | Aachen, Eschweiler, Düren, Heinsberg |  |
| 53         | Bonn, Remagen, Siegburg, Euskirchen |  |
| 54         | Trier, Wittlich, Daun, Prüm, Bitburg |  |
| 55         | Mainz, Simmern/Hunsrück, Bad Kreuznach, Idar-Oberstein |  |
| 56         | Koblenz, Neuwied, Mayen, Andernach |  |
| 57         | Siegen, Lennestadt, Olpe, Altenkirchen (Westerwald) |  |
| 58         | Hagen, Witten, Iserlohn, Lüdenscheid |  |
| 59         | Hamm, Unna, Soest, Arnsberg |  |
| 60         | Frankfurt am Main Mitte |  |
| 61         | Bad Homburg, Friedberg, Bad Vilbel, Oberursel |  |
| 62         | – (Reserve, wird im internen Gebrauch zur Bezeichnung des Internationalen Postzentrums (IPZ) in Frankfurt am Main benutzt, in welchem Post aus und für das Ausland bearbeitet wird.) |  |
| 63         | Aschaffenburg, Hanau, Offenbach am Main, Miltenberg |  |
| 64         | Darmstadt, Bensheim, Heppenheim, Groß-Gerau |  |
| 65         | Wiesbaden, Limburg an der Lahn, Rüsselsheim am Main, Frankfurt am Main-West |  |
| 66         | Saarbrücken, Neunkirchen, Homburg, Pirmasens, Zweibrücken |  |
| 67         | Ludwigshafen am Rhein, Kaiserslautern, Worms, Speyer, Neustadt a.d. Weinstraße |  |
| 68         | Mannheim, Schwetzingen, Lampertheim, Viernheim |  |
| 69         | Heidelberg, Weinheim, Leimen, Mannheim (nur Postfächer) |  |
| 70         | Stuttgart, Fellbach, Leinfelden-Echterdingen, Filderstadt |  |
| 71         | Stuttgarter Umland, Böblingen, Waiblingen, Backnang, Ludwigsburg |  |
| 72         | Tübingen, Reutlingen, Sigmaringen, Freudenstadt, Balingen, Nürtingen |  |
| 73         | Göppingen, Esslingen am Neckar, Schwäbisch Gmünd, Aalen |  |
| 74         | Heilbronn, Bietigheim-Bissingen, Schwäbisch Hall, Crailsheim, Sinsheim |  |
| 75         | Pforzheim, Eppingen, Calw, Mühlacker |  |
| 76         | Karlsruhe, Rastatt, Baden-Baden, Landau in der Pfalz, Bruchsal |  |
| 77         | Offenburg, Lahr, Kehl, Achern, Bühl |  |
| 78         | Villingen-Schwenningen, Donaueschingen, Singen (Hohentwiel), Konstanz, Tuttlingen, Rottweil                                                                                          |  |
| 79         | Freiburg im Breisgau, Lörrach, Titisee-Neustadt, Waldshut-Tiengen, Emmendingen |  |
| 80         | München Mitte-Nordwest |  |
| 81         | München West, Süd, Ost |  |
| 82         | Münchener Umland (Süd, West), Fürstenfeldbruck, Starnberg, Garmisch-Partenkirchen |  |
| 83         | Rosenheim, Traunstein, Freilassing, Bad Tölz |  |
| 84         | Landshut, Mainburg, Mallersdorf-Pfaffenberg, Waldkraiburg, Dingolfing, Pfarrkirchen, Mühldorf am Inn                                                                                 |  |
| 85         | Münchener Umland (Nord, Ost), Ingolstadt, Dachau, Freising, Eichstätt |  |
| 86         | Augsburg, Donauwörth, Landsberg am Lech, Neuburg a.Donau |  |
| 87         | Kempten, Kaufbeuren, Memmingen, Marktoberdorf |  |
| 88         | Friedrichshafen, Lindau (Bodensee), Ravensburg, Biberach an der Riß |  |
| 89         | Ulm, Neu-Ulm, Heidenheim an der Brenz, Ehingen (Donau) |  |
| 90         | Nürnberg, Fürth, Zirndorf |  |
| 91         | Nürnberger Umland, Erlangen, Schwabach, Ansbach, Dinkelsbühl |  |
| 92         | Amberg, Neumarkt in der Oberpfalz, Weiden in der Oberpfalz, Schwandorf |  |
| 93         | Regensburg, Cham, Kelheim, Abensberg |  |
| 94         | Passau, Landau an der Isar, Regen, Straubing |  |
| 95         | Hof, Bayreuth, Kulmbach, Marktredwitz |  |
| 96         | Bamberg, Lichtenfels, Coburg, Sonneberg |  |
| 97         | Würzburg, Schweinfurt, Bad Kissingen, Wertheim |  |
| 98         | Suhl, Hildburghausen, Ilmenau, Meiningen |  |
| 99         | Erfurt, Weimar, Mühlhausen/Thüringen, Eisenach, Nordhausen, Sondershausen |  |